# Taxi for Two
Pour plus de détails, voir Fiche technique et Distribution.
Taxi for Two est un film britannique réalisé par Denison Clift et Alexander Esway et sorti en 1929.
C'est le premier film sonore de la société de production Gainsborough Pictures.

## Synopsis
Le fils d'une aristocrate obtient un poste de chauffeur de taxi afin de pouvoir faire la cour à une jeune fille.

## Fiche technique
- Titre : Taxi for Two
- Réalisation :  Alexander Esway (version muette) et Denison Clift (version parlante)
- Scénario : Alexander Esway
- Dialogues : Ian Dalrymple, Angus MacPhail
- Photographie : James Wilson
- Montage : Ian Dalrymple
- Société de production : Gainsborough Pictures
- Lieu de tournage : Londres
- Pays de production :  Royaume-Uni
- Format : Noir et blanc — 35 mm — 1,33:1 — Muet
- Genre : Comédie Film romantique
- Durée : 73 minutes (1 h 13)
- Dates de sortie :
  - Royaume-Uni : 1er juillet 1929

## Distribution
- Mabel Poulton : Molly
- John Stuart : Jack Devenish
- Gordon Harker : Albert
- Renee Clama : Gladys
- Anne Grey : Charlotte
- Grace Lane : Lady Devenish
- Claude Maxted : le Baron